# Boudry
Boudry (toponimo francese) è un comune svizzero di 6 267 abitanti del Canton Neuchâtel; ha il titolo di città.

## Geografia fisica
Il territorio del comune di Boudry si estende lungo il fiume Areuse e si affaccia sul lago di Neuchâtel.

## Storia
Nel 1870 ha inglobato il comune soppresso di Areuse; è stato il capoluogo del distretto di Boudry dal 1848 fino alla sua soppressione nel 2017.

## Monumenti e luoghi d'interesse

### Architetture religiose
- Chiesa riformata, eretta nel 1645-1647[3];
- Chiesa cattolica di San Pietro.

### Architetture civili e militari
- Castello di Boudry, attestato dal 1278[3];
- Pont du Saut de Brot sull'Areuse, attestato dal XIII secolo[3];
- Tour de Pierre (o Château de Pierre), eretta nel 1876[senza fonte];
- Mura cittadine con porte e torri, attestate dal 1526[3].

## Società

### Evoluzione demografica
L'evoluzione demografica è riportata nella seguente tabella (dal 1900 con Areuse):
Abitanti censiti

## Economia

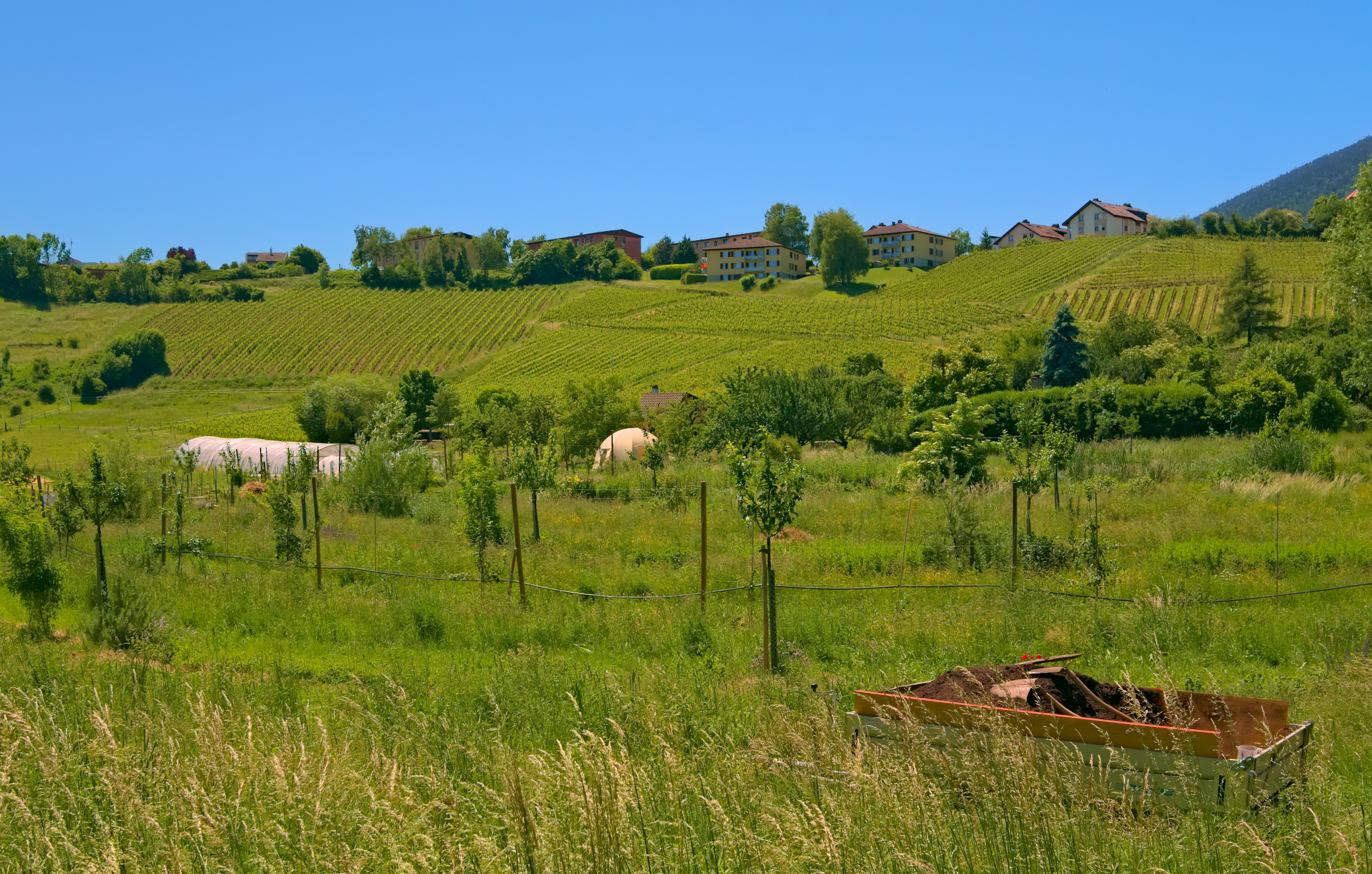
Vigneti presso Boudry

L'economia locale si basa prevalentemente sul settore primario (viticoltura) e secondario.

## Infrastrutture e trasporti

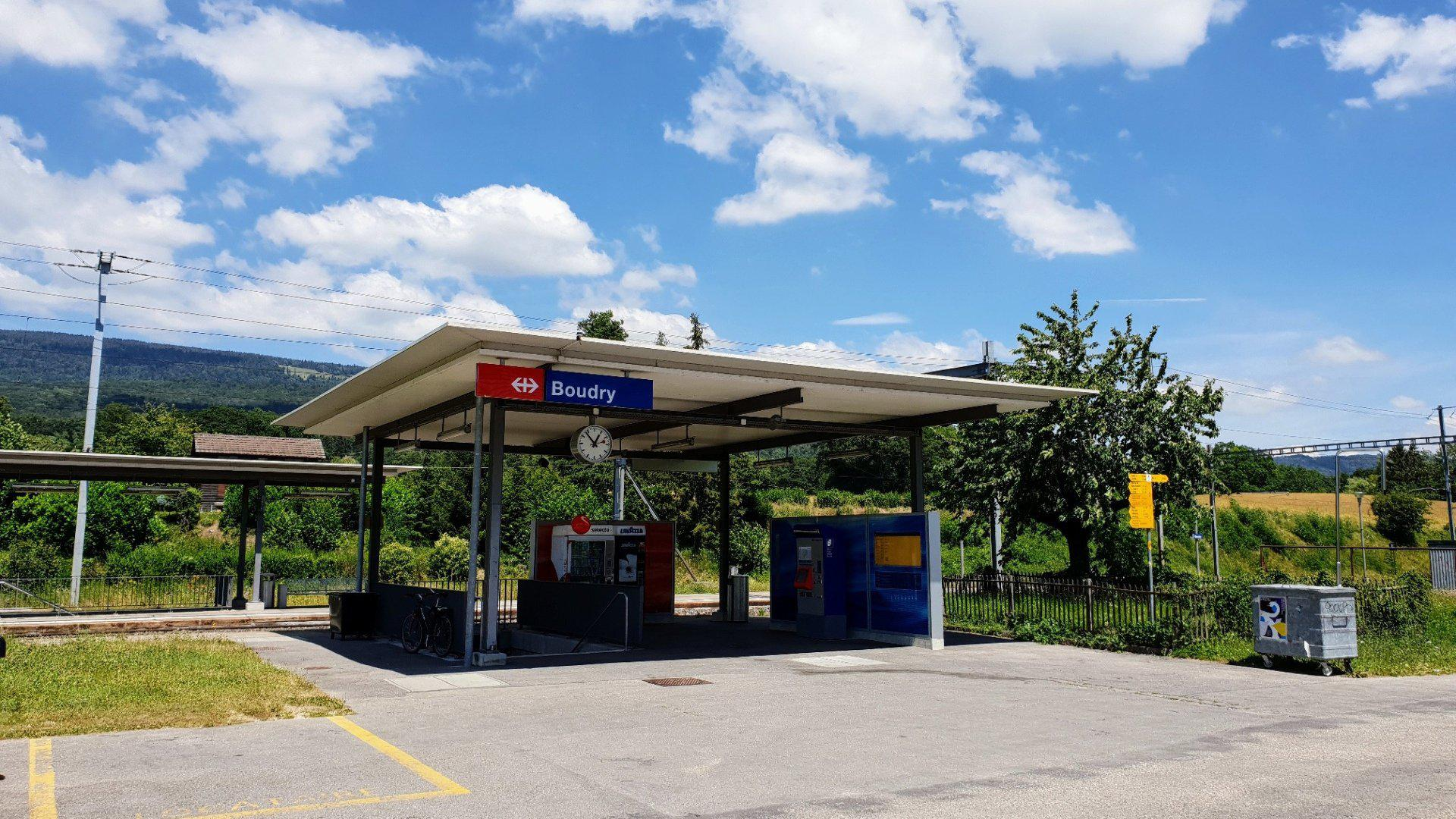
La stazione di Boudry

Il comune di Boudry è servito dall'autostrada A5 (uscite di Boudry e di Areuse), dalla strada principale 5, dalla rete tranviaria di Neuchâtel e dall'omonima stazione sulla ferrovia Losanna-Olten.